# Dictionnaire de l'extrême gauche
 (octobre 2017).
Si vous disposez d'ouvrages ou d'articles de référence ou si vous connaissez des sites web de qualité traitant du thème abordé ici, merci de compléter l'article en donnant les références utiles à sa vérifiabilité et en les liant à la section « Notes et références ».
Le Dictionnaire de l’extrême gauche est un ouvrage de référence, paru en 2007, portant sur la vie politique française, et dirigé par Serge Cosseron, spécialiste de l'Allemagne du XXe siècle et ancien de la mouvance Socialisme ou barbarie. Malgré son titre générique, cet ouvrage se cantonne essentiellement à l'extrême gauche française.
Pour inaugurer sa collection « À présent », les éditions Larousse faisaient également paraître trois autres dictionnaires complémentaires :
- Dictionnaire de la gauche, Hélène Hatzfeld (dir.)
- Dictionnaire de la droite, Xavier Jardin (dir.)
- Dictionnaire de l'extrême droite, Erwan Lecœur (dir.).

## Réception
- « Sans doute la meilleure synthèse actuelle sur l'extrême gauche française et l'histoire des organisations et courants qui la composent. » Olivier Piot, L'extrême gauche, éditions Le cavalier bleu, collection « Idées reçues / Grand angle », 2008, p. 189
- « Dans cet ensemble, le ton le plus empathique est celui qu’emprunte le Dictionnaire de l’extrême gauche, dont l’auteur, Serge Cosseron, est « né à la politique dans la mouvance de Socialisme ou Barbarie ». Cela n’ôte rien à sa rigueur mais permet d’éviter quelques schémas simplificateurs habituellement consacrés. » Anne-Laure Anizan, Ludivine Bantigny, « Dictionnaires politiques », Histoire@Politique, Centre d'histoire de Sciences Po[1]
- « Cet ouvrage permet de se retrouver dans cette vaste constellation, de comprendre la signification des mots et des slogans, de suivre l’évolution des organisations et des militants. Un mode d’emploi de la gauche à gauche de la gauche, une grande famille très éclatée qui incarne la tradition du refus de l’ordre établi. » Le Figaro.fr[2]
- Mathieu Castagnet, « Entretien avec Serge Cosseron », La Croix, 2 avril 2007[3]
- Anne-Gaëlle Rico, « Serge Cosseron : "Un rassemblement à gauche reste impossible" », Le Monde, 24 mai 2007[4]

## Notice bibliographique
- Serge Cosseron (dir.), Le dictionnaire de l'extrême gauche, Paris, Larousse, « À Présent », 2007.  (ISBN 2035826209)